# BMW 4-serie
BMW 4-serie är en serie personbilar, tillverkade av den tyska biltillverkaren BMW. 

## F32/F33/F36/F82 (2013-20)
Se vidare under huvudartikeln BMW F32.

## G22/G23/G26/G82 (2020- )
Se vidare under huvudartikeln BMW G22.

## Bilder

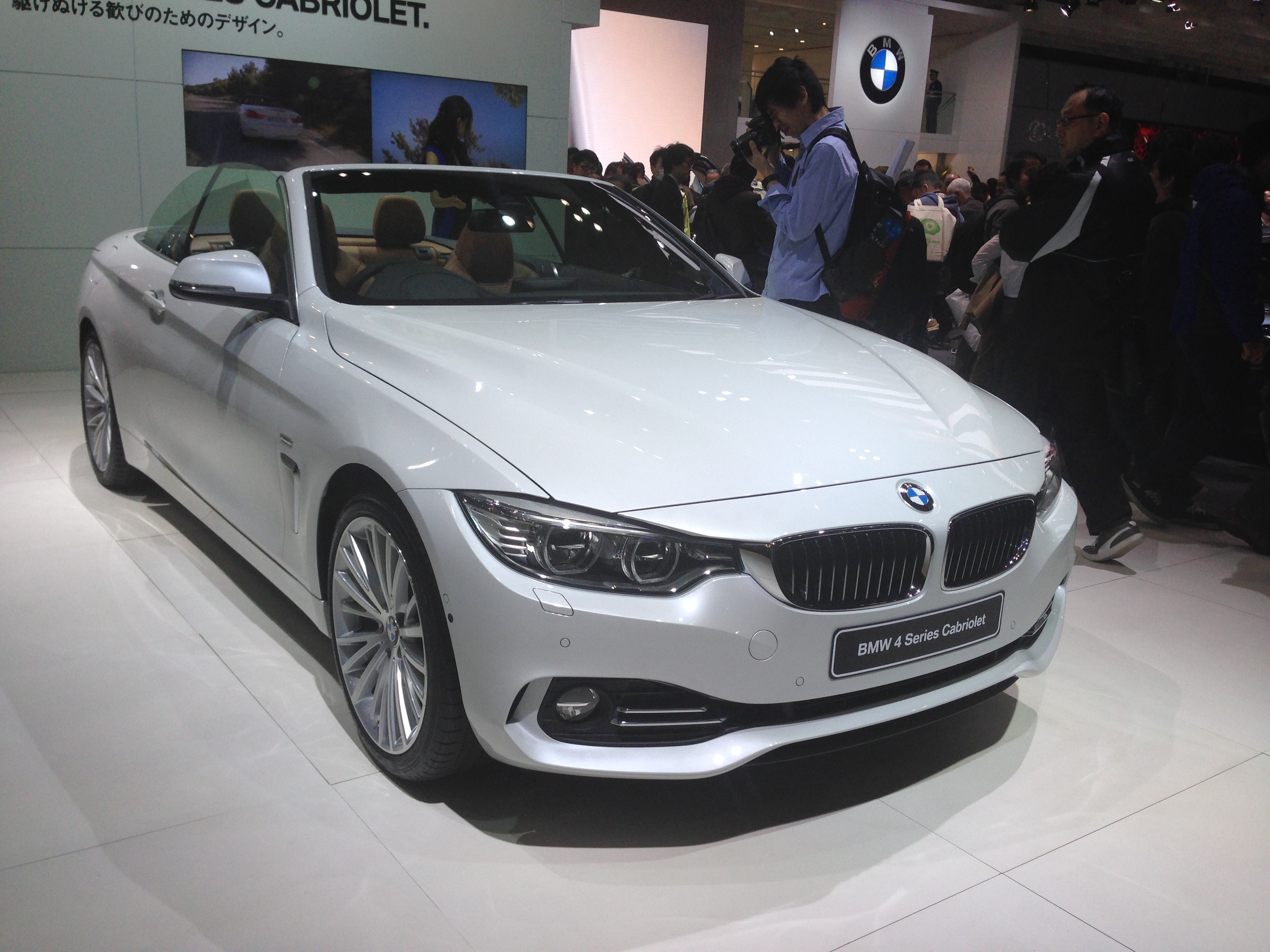
BMW F33.
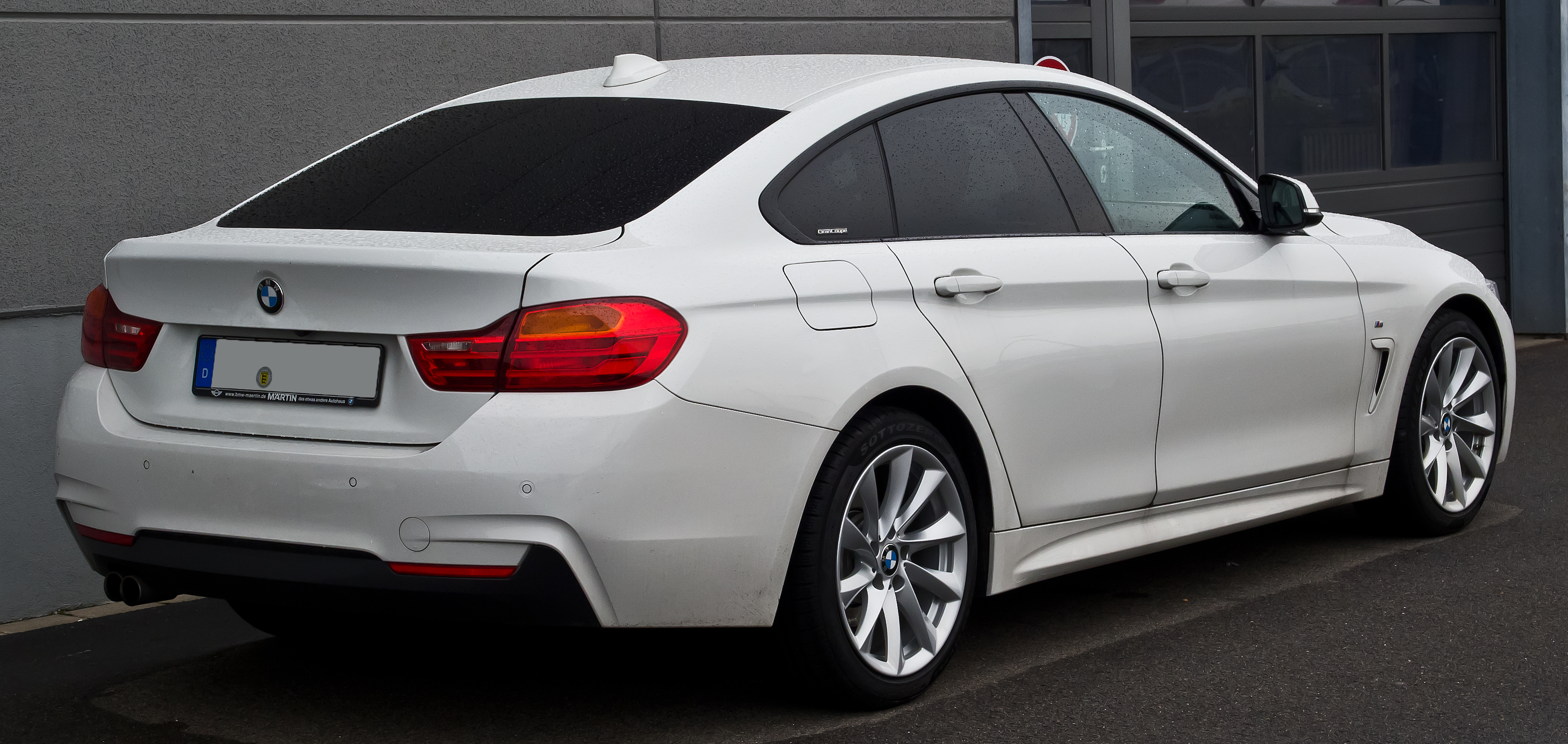
BMW F36.
BMW F82.
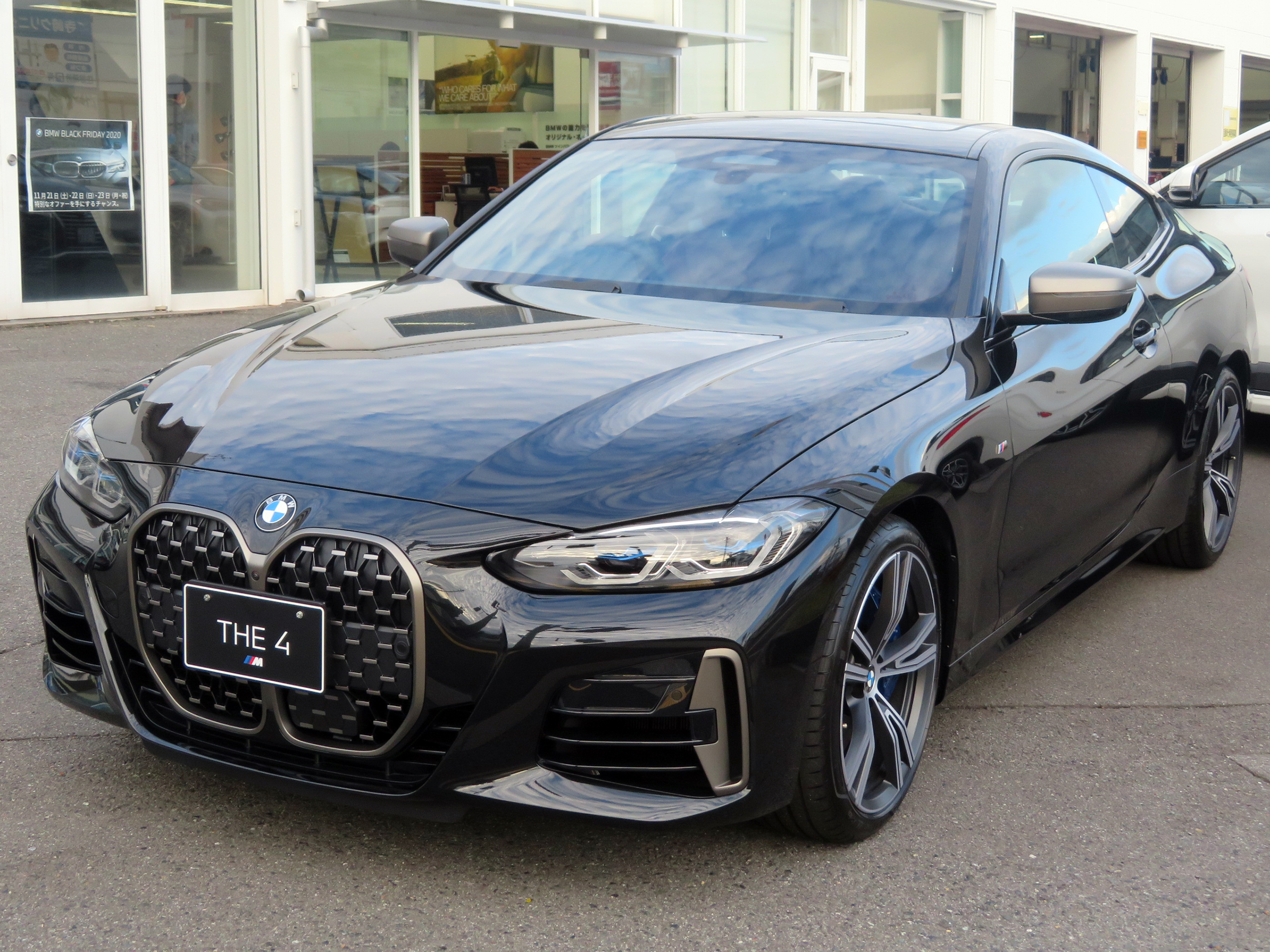
BMW G22.
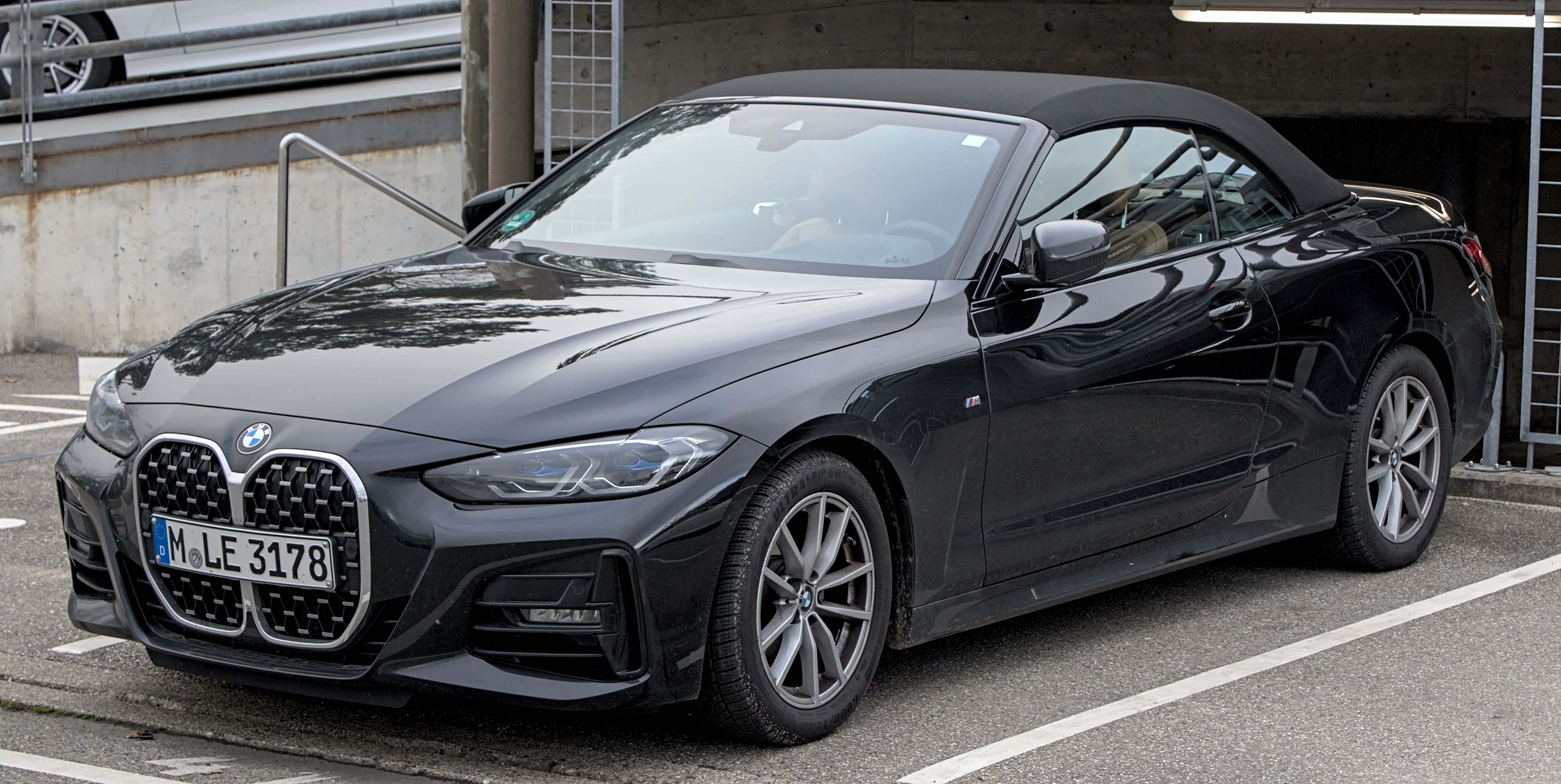
BMW G23.
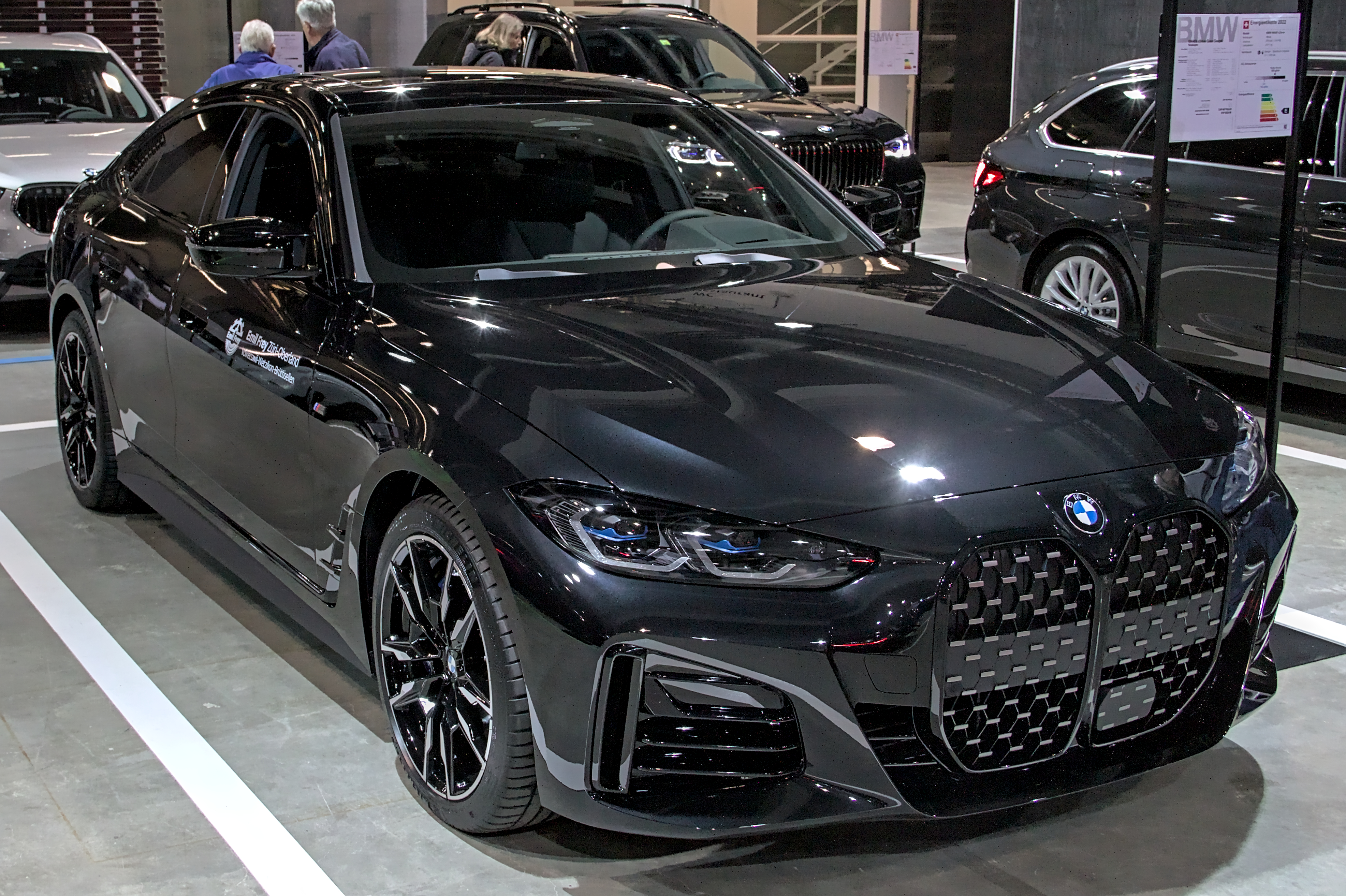
BMW G26.